# Media Home Entertainment
Media Homer Entertainment — дистрибьюторская компания, расположенная в Калвер-Сити, штат Калифорния, основанная в 1978 году режиссером Чарльзом Бэндом.
Media Home Entertainment также выпускала видеопродукцию под тремя дополнительными лейблами — The Nostalgia Merchant (очень старые или классические фильмы), Hi-Tops Video (детские видео) и Fox Hills Video (видео со специальными интересами/неясные фильмы категории B и низкопрофильные фотографии Cannon). Название «Fox Hills» произошло от географического положения недалеко от штаб-квартиры компании по адресу 5700 Buckingham Parkway.

## История
Компания начала рок-старт, когда ABKCO Records успешно подала на них в суд на них за выпуск концерта The Rolling Stones в Гайд-парке на Betamax и VHS, за которым последовал успешный иск против него, VCI Home Video и Video Tape Network, поданный Northern Songs для выпуска материала Beatles (кассеты СМИ включали фильм «Around The Beatles» — с участием The Beatles и Rolling Stones в качестве бэк-вокалистов, с такими исполнителями, как Джон Болдри — сольный концерт Джона Леннона, «Волшебное таинственное путешествие», концерт Shea Stadium, Sextette - с участием члена Beatles Ринго Старра - и Токийский концерт),, но в конечном итоге станет одним из крупнейших независимых дистрибьюторов видео в США, полагаясь на приобретённые фильмы, телевизионные программы и детские программы для создания библиотеки продукции. Некоторые релизы от компании включали оригинальный фильм «Хэллоуин», большинство специальных выпусков мультсериала Peanuts (до 1984 года), «The Adventures of the Wilderness Family», «Враги. История любви», «Ангел тьмы», некоторые фильмы из библиотеки Cannon Films и все фильмы «Кошмар на улице Вязов» в 1980-х годах (1984-1989), первые давайте фильма «Техасская резня бензопилой» (оригинал 1974 года и второй фильм 1986 года) и оригинальный фильм «Нападение на 13-й участок».
В 1983 году Media Home Entertainment заключила соглашение с дистрибьютором фильмов United Film Distribution Company, в то время как Media выпустит семь фильмов United Film Distribution Company на VHS. Кроме того, в 1984 году, компания выкупила права на выпуска фильма «Санта-Клаус: Фильм» за 2,6 миллиона долларов у Салкиндов.
18 апреля 1984 года компания получила соглашение с Cinetel Productions и дала им право первого отказа в любом прямом видеопроекте, который Cinetel когда-либо производила для Media Home Entertainment, и бюджет находится в диапазоне 50-20 000 долларов США для проектов Cinetel/MHE. 25 апреля 1984 года Media Home Entertainment заключила соглашение на получение права на выпуск специальных выпусков «Peanuts» под новой маркой «Snoopy's Home Video Library» и предоставила им всемирные права на домашний выпуск всех специальных предложений, а также планирует снимать материалы сразу на видео.
14 июля 1984 года компания выкупила The Nostalgia Merchant, который ранее был дистрибьютором классических, современных и современных фильмов на VHS, за нераскрытый семиценовой тег.
В 1984 году Media Home Entertainment была куплена Heron Communications, дочерней компанией Heron International Джеральда Ронсона. Однако к концу 1990 года Media Home Entertainment начала сокращать свой штат и продавать свои видеоактивы после причастности Ронсона к мошенничеству с торговлей акциями Гиннесса в Великобритании.
14 сентября 1985 года Media Home Entertainment и The Cannon Group подписали соглашение получении права на выпуск предстоящих 32 фильмов из собственного каталога художественных фильмов студии, что является крупнейшими сделками в видеоиндустрии. В 1986 году Trans World Entertainment подписала соглашение с Media Home Entertainment, в то время как восемь театральных изданий Trans World будут выходить на видео компанией Media Home Entertainment. В феврале 1986 года Media Home Entertainment вступила в США. Испаноязычный рынок, запустив собственную испанскую линейку продуктов Condor Video, которая становилась крупнейшим дистрибьютором видео в этом секторе и заключила соглашение с American General Film Distribution, крупнейшей американской видео компанией. Испаноязычный дистрибьютор фильмов когда-либо, а также имел испанцы с субтитрами версии флагманских продуктов Media, которыми были The Cannon Group, а также организации франшизы «Кошмар на улице Вязов», которая имела в общей сложности 124 наименования в библиотеке.
В апреле 1987 года Media Home Entertainment, как сообщается, была выставлена на продажу ее владельцами, так как Carolco Pictures, которая владела главным пакетом акций конкурирующего дистрибьютора домашнего видео International Video Entertainment, предложила 100 миллионов долларов, наряду с другими инвестициями, которые предложили много миллионов, но переговоры не были заинтересованы. Со временем, в конце 1980-х годов, компания создала такие лейблы, как Hi-Tops Video, Fox Hills Video и The Cinematheque Collection. Heron решила собрать 100 миллионов долларов в филиал Heron Communications в 1987 году, и не было говорящих, потому что цена была слишком высока, но план состоял в том, чтобы прервать покупку различных покупателей и потратить 75 миллионов долларов, запланированные в бюджете, чтобы Heron Communications оплатила приобретение программ в 1987 финансовом году. В июле 1987 года Media Home Entertainment и материнская компания Heron Communications подписали договор с Troma Entertainment о выпуске девяти фильмов, а именно «Нацисты-сёрфингисты должны умереть», «Student Confidental», «Lust for Freedom», «История наркомана», «Ferocious Female Freedom Fighters», «Deadly Daphne's Revenge», «Война «Тромы»», «Fortress in America» и безымянный фильм. В конце августа 1987 года Media Home Entertainment и Trans World Entertainment заключили третье соглашение, которое охватывало бы шесть фильмов, показанных в соглашении, а именно «Full Moon in Blue Water», «Kansas», «Клоуны-убийцы из космоса», «Hardcover», «Cinderella Rock» и «Teen Witch», которые заплатили 15 миллионов долларов, и у компании уже были права на видео на предыдущие 14 фильмов TWE, которыми владела Heron, такие как «Rage of Honor», «Programmed to Kill» и «Iron Warrior», и шесть фильмов, участвующих в сделке Heron, должны были пройти к началу 1988 года, прежде чем все права вернутся из Heron в TWE к 1989 году.
Они ненадолго получили права на библиотеку Morgan Creek Productions.
Media Home Entertainment прекратила окончательную деятельность в 1993 году. В то время его окончательные названия, готовяемые к выпуску видео, были приобретены и впоследствии выпущены Fox Video (также некоторыми CBS/Fox Video), в то время как их лазерные диски продолжали выпускаться Image Entertainment. Тем временем Media продала свою библиотеку бюджетному лейблу Video Treasures. Видео из библиотеки Media Home Entertainment также выпускались за рубежом в Великобритании и Австралии и Новой Зеландии компаниями VPD (Video Program Distributors) и Video Classics соответственно. Некоторые релизы Media Home Entertainment и связанные с ней сублейблы были выпущены в Канаде компанией Astral Video, ныне несуществующей дочерней компанией современной Astral Media (сейчас часть компании Bell Media). Media Home Entertainment также имела эксклюзивные права на библиотеку NFL Films с конца 1980-х по 1992 год, прежде чем PolyGram Video, наконец, получит права позже в том же году. После закрытия, MHE перенесла наименования Кэти Смит в A*Vision Entertainment под тогдашним новым лейблом BodyVision.